# بيل راسيل (شاعر)
بيل راسيل (بالإنجليزية: Bill Russell)‏ هو كاتب أغاني وشاعر أمريكي، ولد في 15 يوليو 1949 في ديدوود في الولايات المتحدة.

## وصلات خارجية
- بيل راسيل على موقع ميوزك برينز (الإنجليزية)
- بيل راسيل على موقع قاعدة بيانات برودواي على الإنترنت (الإنجليزية)
- بيل راسيل على موقع ديسكوغز (الإنجليزية)